# Gene Ollrich
Eugene William "Gene" Ollrich (Whiting, Indiana, 30 de junio de 1922-San Luis Obispo, California, 16 de junio de 2008) fue un jugador de baloncesto estadounidense que disputó una temporada en la NBA. Con 1,80 metros de estatura, jugaba en la posición de base.

## Trayectoria deportiva

### Universidad
Jugó durante tres temporadas con los Bulldogs de la Universidad de Drake, con la que fue elegido en el segundo mejor quinteto de la Missouri Valley Conference en 1943, tras promediar 12,0 puntos por partido, y en el primero, tras regresar del servicio militar durante la Segunda Guerra Mundial, promediando 9,9 puntos. Fue elegido en 2006 en el mejor equipo de la década de los 40 de los Bulldogs.

### Profesional
En 1949 fichó por los Waterloo Hawks de la NBA, con los que disputó catorce partidos, promediando 3,1 puntos y 1,7 asistencias.

## Estadísticas de su carrera en la NBA

### Temporada regular
| Temporada | Edad | Equipo         | Liga | Pos. | P  | TC  | TCA | %TC  | TL  | TLA | %TL  | ASIS | FP  | PTS |
| 1949-50   | 27   | Waterloo Hawks | NBA  |      | 14 | 1.2 | 5.1 | .236 | 0.7 | 1.0 | .714 | 1.7  | 2.4 | 3.1 |
| Total     |      |                | NBA  |      | 14 | 1.2 | 5.1 | .236 | 0.7 | 1.0 | .714 | 1.7  | 2.4 | 3.1 |